# Râul Unguru
Râul Unguri este un curs de apă, afluent al râului Șușița. 